# Carl Petersen (skuespiller)
 Der er flere personer med dette navn, se Carl Petersen.
Carl Petersen (også stavet Carl Pedersen, født 19. august 1870 i København, død 29. oktober 1953 smst) var en dansk skuespiller. Han bl.a. kendt for at være Tivolis Pjerrot.
Carl Petersen var oprindelig var barber og startede som Pantomimeteatrets Pjerrot den 22. august 1905. Han medvirkede i Tivolirevyen 1916 og i filmen Genboerne i 1939.
Carl Petersen er begravet på Bispebjerg Kirkegård.

## Filmografi
- 1910 Fra det mørke København
- 1910 København ved Nat
- 1910 Elverhøj
- 1911 Mormonens Offer
- 1911 Dr. Gar el Hama
- 1911 Christian d. 4. og Forrædderen
- 1911 Den afbrudte Bryllupsnat
- 1911 Det store Fald
- 1912 Storstadens Hyæne
- 1912 Pigen fra Landsbyen
- 1912 Dødsdrømmen
- 1912 Forstærkningsmanden
- 1912 Gud raader
- 1913 En farlig Forbryderske
- 1913 Pressens Magt
- 1913 Strejken paa den gamle Fabrik
- 1913 Blodhævnen
- 1913 Hvor er Pelle?
- 1913 Kæmpedamens Bortførelse
- 1913 Den fremmede Tjener
- 1913 Frederik Buch som Soldat
- 1914 Et Kærlighedsoffer
- 1914 Den nye Huslærer
- 1914 Krigens Ofre
- 1914 Mara-Onga
- 1922 Mellem muntre Musikanter
- 1923 Kan Kærlighed kureres?
- 1925 Københavns Sherlock Holmes
- 1939 Genboerne